# Sheriffen skyder på det hele
Sheriffen skyder på det hele (engelsk: Blazing Saddles) er en amerikansk komediefilm fra 1974, instrueret af Mel Brooks. I hovedrollerne er Cleavon Little og Gene Wilder. Filmens manuskript blev skrevet af et hold forfattere med Brooks i spidsen og tog udgangspunkt i en historie af Andrew Bergman.
Filmen er en parodi på westerngenren og en satire over racisme.

## Medvirkende
- Mel Brooks – Guvernør William J. Le Petomane / Indianerhøvdingen
- Dom DeLuise – Buddy Bizarre
- Liam Dunn – Pastor Johnson
- George Furth – Van Johnson
- Burton Gilliam – Lyle
- John Hillerman – Howard Johnson
- David Huddleston – Olson Johnson
- Madeline Kahn – Lili Von Shtupp
- Alex Karras – Mongo
- Harvey Korman – Hedley Lamarr
- Cleavon Little – Bart
- Slim Pickens – Taggart
- Jack Starrett – Gabby Johnson
- Gene Wilder – Jim "The Waco Kid"

Musikeren Count Basie har en statistrolle i filmen.

## Eksterne Henvisninger
- Sheriffen Skyder På Det Hele på Internet Movie Database (engelsk)
- Sheriffen Skyder På Det Hele på Filmdatabasen
- Sheriffen Skyder På Det Hele på Scope
- Sheriffen Skyder På Det Hele i Svensk Filmdatabas (svensk)
- Sheriffen Skyder På Det Hele på AlloCiné (fransk)
- Sheriffen Skyder På Det Hele på MovieMeter (nederlandsk)
- Sheriffen Skyder På Det Hele på AllMovie (engelsk)
- Sheriffen Skyder På Det Hele hos American Film Institute (engelsk)
- Sheriffen Skyder På Det Heles profil hos Encyclopædia Britannica Online (engelsk)
- Sheriffen Skyder På Det Hele på Turner Classic Movies (engelsk)